# Maika Hamano
Maika Hamano  (浜野 まいか?, Hamano Maika), (Prefettura di Osaka, 9 maggio 2004) è una calciatrice giapponese, attaccante del Chelsea e della nazionale giapponese.

## Statistiche

### Presenze e reti nei club
Statistiche (parziali) aggiornate al 13 novembre 2024.
| Stagione        | Squadra         | Campionato      | Campionato | Campionato | Coppe nazionali | Coppe nazionali | Coppe nazionali | Coppe internazionali | Coppe internazionali | Coppe internazionali | Altre coppe | Altre coppe | Altre coppe | Totale | Totale |
| Stagione        | Squadra         | Comp            | Pres       | Reti       | Comp            | Pres            | Reti            | Comp                 | Pres                 | Reti                 | Comp        | Pres        | Reti        | Pres   | Reti   |
| --------------- | --------------- | --------------- | ---------- | ---------- | --------------- | --------------- | --------------- | -------------------- | -------------------- | -------------------- | ----------- | ----------- | ----------- | ------ | ------ |
| 2023            | Hammarby        | DS              | 17         | 7          | CS              | 5               | 4               | -                    | -                    | -                    | -           | -           | -           | 22     | 11     |
| Dic. 2023-2024  | Chelsea         | SL              | 6          | 2          | CI              | 1               | 0               | UWCL                 | -                    | -                    | CL          | 1           | 0           | 8      | 2      |
| 2024-2025       | Chelsea         | SL              | 4          | 1          | CI              | -               | -               | UWCL                 | 3                    | 2                    | CL          | -           | -           | 7      | 3      |
| Totale Chelsea  | Totale Chelsea  | Totale Chelsea  | 10         | 3          | -               | 1               | 0               | -                    | 3                    | 2                    | -           | 1           | 0           | 15     | 5      |
| Totale carriera | Totale carriera | Totale carriera | .          | .          | -               | .               | .               | -                    | .                    | .                    | -           | .           | .           | .      | .      |

## Palmarès

### Club
- Campionato giapponese: 1

INAC Kobe Leonessa: 2021-2022
- Coppa di Svezia: 1

Hammarby: 2022-2023

### Nazionale
- Campionato asiatico Under-16: 1

2019
- SheBelieves Cup: 1

2025

### Individuale
- Pallone d'oro Under-20: 1

2022